# 若尾瀾水
若尾 瀾水（わかお らんすい、1877年（明治10年）1月14日 - 1961年（昭和36年）12月1日）は、日本の俳人。日本画家。新聞記者。土佐文人研究者。本名は庄吾。雅号は葭厓。

## 人物
1877年（明治10年）、高知県吾川郡弘岡下ノ村（現在の高知市春野町）に生まれる。生家は富裕な郷士の家であった。1889年（明治22年）、高知尋常中学校に入学。中学時代の親友に森田正馬がいた。
1894年（明治27年）、京都の第三高等学校に入学。三高在学中の1896年（明治29年）、永田青嵐とともに寒川鼠骨より日本派の俳句の教えを受け、同年9月、鼠骨らと京阪満月会を発足させた。

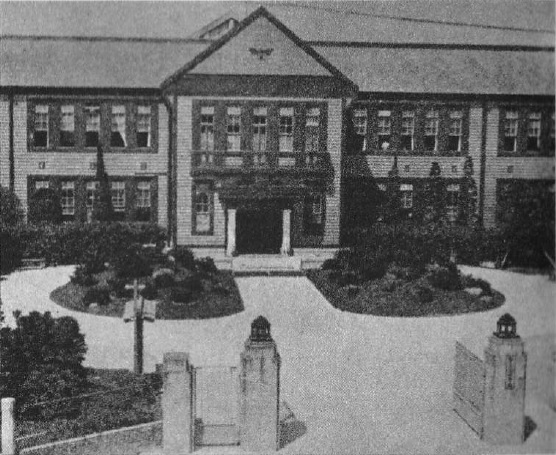
瀾水が通った仙台の旧制第二高等学校

1897年（明治30年）、三高から仙台の第二高等学校に転学。同年春、高浜虚子に伴われて初めて根岸に正岡子規を訪問。夏休みには、子規庵の句会に参加し、夏目漱石とも同席。8月22日の句会で瀾水が出した《水難の茄子畠や秋の風》の句は、漱石と梅沢墨水が天位に、子規が秀逸に採ったほか、河東碧梧桐、石井露月の選にも入り、評判となった。

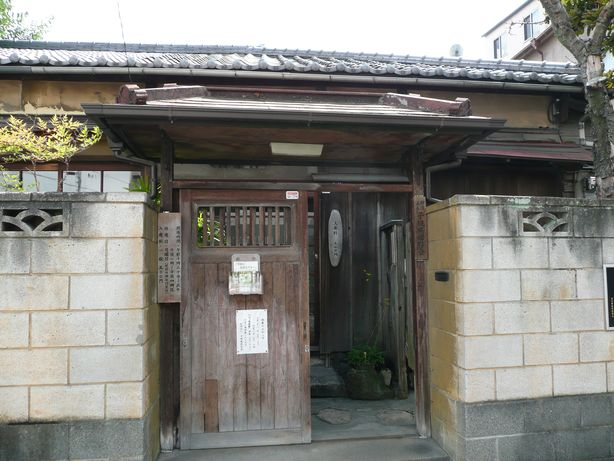
東京都台東区根岸にある子規庵（正岡子規旧居）

二高時代は、佐藤紅緑が発足させた奥羽百文会に参加。1898年（明治31年）に入ると、初夏のころ、瀾水が重症の脚気により入院したことや、10月、紅緑が仙台を離れたことにより、会の活動は衰退。しかし、1899年（明治32年）、病気から復帰した瀾水が推されて会の主宰となると、翌1900年（明治33年）春から夏にかけ、会員は40名を超え、「瀾水時代」と呼ばれる同会の興隆期を招いた。会からは瀾水系の俳人として、三淵忠彦（俳号大魚）、近藤鬚男（俳号泥牛）、相沢暁村、戸沢古鐸、矢田挿雲、本野虚静らを輩出した。
二高教授で筑波会に属する俳人の佐々醒雪とは、瀾水が京都で醒雪宅に下宿したことがあった縁から親しく交遊。石井露月や原抱琴とも交友があり、吉野作造とは「尚志会雑誌」の編集委員同士であった。
1900年（明治33年）7月末、二高を卒業し（奥羽百文会の後継は三淵）、東京帝国大学法科大学政治学科に入学。子規庵句会の常連となり、竹村秋竹編『明治俳句』に40句、正岡子規選『春夏秋冬』「春之部」に22句が選ばれるなど活躍。子規の門下として注目された。
1902年（明治35年）9月19日、正岡子規が亡くなると、子規門下の俳句雑誌が相次いで子規追悼の文章を掲載する中、同年10月、瀾水は但馬の俳誌「木菟」2巻9号子規追悼号の巻頭に、約1万字に及ぶ「子規子の死」と題する文章を発表。
その内容の大半は、
など、人間正岡子規の欠点を赤裸々に示したものであった。その筆鋒は子規を取り巻く者に対しても及び、無批判に子規を崇拝する駆け出しの俳人を「お難有連」、子規の直門と吹聴して他人には先輩風を吹かせ子規にはおもねる者らを「お菰連」と呼んで批難した。
これに対しては、俳誌「アラレ」を発行する中山稲青が同誌上に瀾水の勇気を讃える文章を発表したものの、それ以外は、五百木飄亭が「世間で爾かく同情する子規に対し独り毅然として無遠慮に其短所を数へることが、彼れの青春の好奇心をも煽動して、終にあんな評をも下したのであろう」と評した程度で、他の子規門下は軒並み瀾水を黙殺。瀾水は、子規門から排斥され、俳壇から失脚した。
「子規子の死」執筆の背景については、瀾水が佐々醒雪や尾崎紅葉ら日本派以外の俳人を評価したことに子規が腹を立てたことによる確執や、学究肌の佐々醒雪との交遊からの影響と見られる客観視の態度、初めて子規庵の句会に参加した明治30年に比べ、瀾水が東京帝大進学のため上京した明治33年には子規の俳句への情熱が減退し、虚子や碧梧桐が句会を取り仕切る状態となっていたため、瀾水が冷めた目になっていたことの影響が指摘されている。
1906年（明治39年）、東京帝大法科を卒業（同期に吉田茂）。卒業後は、高知に帰郷。帰郷の理由としては、老母に管理できないほど亡父の遺産の田畑が残されていたことがあったとされる。
1918年（大正7年）、高知新聞の外部記者となり、随筆や研究などを発表。
また、書画に興味をもち、土佐の南画家中山高陽などを研究。書画鑑識の大家としても知られた。
1921年（大正10年）4月、俳誌「海月」を創刊・主宰して俳壇に復帰。川田十雨、小島沐冠人、楠瀬薑村ら後進を指導した。同誌には、高浜虚子、内藤鳴雪、寒川鼠骨、西山泊雲、渡辺水巴らも句文を寄せている。
同誌2巻2号（1922年9月刊）に掲載された瀾水の「郷土俳史」は、1685年（貞享2年）の大淀三千風の土佐来遊から幕末・明治に至る土佐の俳句の歴史をまとめたもので、土佐俳諧史を語る上において欠かせない論考と言われる。
郷土史や文学史を研究しながら悠々自適の晩年を送り、1961年（昭和36年）、84歳をもって死去した。
没後の1967年（昭和42年）、若尾瀾水遺稿編集委員会の手によって、高知市民図書館から、「子規子の死」を巻頭においた『若尾瀾水俳論集 子規の死とその前後』が刊行された。序文は終生瀾水を師と仰いだ相沢暁村が手掛けた。
瀾水が排斥される原因となった「子規子の死」であったが、後年、講談社『子規全集』にも収録されるに至り、現在では正岡子規に迫る論考としてその評価が見直されている。

## おもな文業
- 若尾瀾水遺稿編集委員会 編『若尾瀾水俳論集 子規の死とその前後』高知市民図書館 1967
- 柳生四郎 編『若尾瀾水句集』風蘭社 1994
- 若尾瀾水 著,若尾慎二郎 編『若き日の瀾水 丁亥日誌・他」亜細亜書房 1998
- 若尾瀾水 著,若尾慎二郎 編『海南先哲画人を語る : 高陽・小竜・絵金・豊水・新九郎等七十余名』亜細亜書房 1998
- 若尾瀾水 著,若尾慎二郎 編『一日一話 漫談寄せ鍋』風蘭社 1999
- 若尾瀾水 著,若尾慎二郎 編『葭厓坐右帖』W.S.Institute fur Naturwissenschaft und Kunst 1999
- 若尾瀾水 著,若尾慎二郎 編『葭厓坐右帖 別冊』W.S.Institute fur Naturwissenschaft und Kunst 1999

- 「胡言亂語」ほとゝぎす1巻8号6-7ページ ホトトギス社 1897-08
- 「仙臺雜事」ほとゝぎす1巻9号16-17ページ ホトトギス社 1897-09
- 「惟然句集を讀む」ほとゝぎす1巻10号14-19ページ ホトトギス社 1897-10
- 「仙臺俳況」ほとゝぎす1巻10号23-24ページ ホトトギス社 1897-10
- 「金福寺に遊びし昔を憶ふ」ほとゝぎす1巻14号6-9ページ ホトトギス社 1898-02
- 「獨言數則」ほとゝぎす1巻14号9-11ページ ホトトギス社 1898-02
- 「釋大魯」ほとゝぎす5巻5号22-26ページ ホトトギス社 1902-02
- 「上島鬼貫伝」尚志会雑誌25号 29-39ページ 第二高等学校尚志会 1897-12
- 「上島鬼貫伝」尚志会雑誌26号 52～60ページ 第二高等学校尚志会 1898-2
- 「上島鬼貫伝」尚志会雑誌27号 第二高等学校尚志会 1898-2
- 「瀧の川吟行」尚志会雑誌48号 79ページ 第二高等学校尚志会 1902-2
- 「故高橋紫燕君の墳墓」村松忠雄 編『名家の遺影』129ページ 東洋社 1901
- 「引きさき紙 ○」アラレ2巻5号27-30ページ アラレ社 1903-11
- 「酒の辞」アラレ2巻7号1ページ アラレ社 1904-01
- 「病中の辭」アラレ2巻8号1ページ アラレ社 1904-03
- 「私は東皐をかく見る(一)」残紅4巻7号5ページ 残紅発行所 1951-03
- 「私は東皐をかく見る(二)」残紅4巻8号4ページ 残紅発行所 1951-04
- 「私は東皐をかく見る(三)」残紅4巻9号2ページ 残紅発行所 1951-05
- 「東皐論補遺」残紅4巻11号8ページ 残紅発行所 1951-07
- 「一字血脉」残紅6巻1号7ページ 残紅発行所 1952-12
- 「野田九浦君」同人36巻12号22-23ページ 同人社 1956-12
- 「子規の山会と写生文」日本及日本人1392号123-135ページ 日本及日本人社 1958-12
- 「子規先生の思い出」日本及日本人1396号70-75ページ 日本及日本人社 1959-06
- 「象潟のありし日」（久富哲雄 監修『芭蕉研究論稿集成 第5巻』クレス出版,1999 所収）

## 関連文献
- 矢田挿雲「パラドツクスを讀みて 瀾水兄に與ふ」車百合2巻8号2-4ページ 金尾文淵堂書店 1902-05
- 「瀾水と子規の死に就て」むさしの2巻2号22-27ページ 古今文学会 1903-02
- 睡蓮266号（瀾水翁追悼号） 睡蓮社,1962
- 相沢暁村「若尾瀾水老を悼む」みどり18巻2号 みどり発行所,1962
- 橋田憲明「宮城野の露―瀾水と奥羽百文会―」俳句文学館紀要1号33-50ページ 俳人協会,1980-9
- 橋田憲明「「子規子の死」とその前後 」俳句文学館紀要2号53-73ページ 俳人協会,1982-9
- 室岡和子「瀾水と子規 上 子規文学の人々10」橘6巻5号 橘俳句会,1983-5
- 室岡和子「瀾水と子規 下 子規文学の人々11」橘6巻6号 橘俳句会,1983-6
- 扇畑忠雄『扇畑忠雄著作集 第5巻 菜心居雑記』おうふう,1996
- 畠中淳「子規門の逸材若尾瀾水」解釋學16号 解釋學事務局,1996-3
- 金沢規雄「宮城県俳壇史 奥羽百文会の展開 若尾瀾水」滝 H8年3月-14年6月号,H16年8月-17年10月号 滝発行所
- 若尾慎二郎「父・瀾水の思い出」土佐倶楽部8号 亜細亜書房土佐倶楽部編集室,1998-7
- 高知新聞社 編『伝えたい土佐の100人その言葉』高知新聞社,2004
- 谷是 編『高知県の不思議事典』新人物往来社,2006
- ドナルド・キーン 著,角地幸男 訳「正岡子規(12・最終回)」新潮108巻12号267-281ページ 新潮社 2011-12